# Said Mohamed Cheikhstadion
Het Said Mohamed Cheikhstadion is een multifunctioneel stadion in de plaats Mitsamiouli op het eiland Grande Comore, op de Comoren. Het stadion wordt op dit moment vooral gebruikt voor voetbalwedstrijden.

## Geschiedenis
Het werd geopend in 2007 en maakte deel uit van de FIFA's "Win in Africa with Africa-programma". Het stadion is vernoemd naar Saïd Mohamed Cheikh  (1904–1970), een politicus. Dit stadion verving het oude Stade de Beaumer als thuisbasis voor het nationale voetbalelftal. In 2008 werd er in dit stadion voor het eerst een CAF Champions League-wedstrijd gehouden. In die wedstrijd speelde Coin Nord tegen een Mauritiaanse voetbalclub, Curepipe Starlight SC.